# Ornithogalum rogersii
Ornithogalum rogersii là một loài thực vật có hoa trong họ Măng tây. Loài này được Baker mô tả khoa học đầu tiên năm 1897.